# Halbe-halbe
Halbe-halbe war eine politische Kampagne der späten 1990er-Jahre in Österreich, in der die Gleichbeteiligung der Männer in der Hausarbeit gefordert wurde. Sie war von der seinerzeitigen Frauenministerin Helga Konrad initiiert worden, und 1999 wurde die Pflicht zur Ausgewogenheit der Führung des gemeinsamen Haushalts in das Ehe- und Familienrecht aufgenommen.
Der Ausdruck „halbe-halbe“ ist seither in Österreich Slogan in Fragen der Gleichstellung der Geschlechter in Erwerbstätigkeit und Familienlastenausgleich.

## Geschichte

### Ganze Männer machen halbe-halbe
Die SPÖ-Frauenministerin Helga Konrad kündigte im Dezember 1996 eine Gesetzesinitiative an, die Männer per Gesetz dazu verpflichten sollte, die Hälfte der Hausarbeit zu erledigen. Vorgesehen war, dass „beide Ehepartner zu gleichen Teilen für Hausarbeit, Kinderbetreuung und die Pflege Angehöriger zuständig sein sollten“, eine sozialpolitische Forderung nach skandinavischem Vorbild. Sie wollte darüber hinaus das Recht auf Scheidung auch für die Frau vorsehen, wenn ihr Gatte seinen Anteil nicht leistet, bis dahin hatte nur der Mann das Recht auf Scheidung, wenn die Frau nicht putzt.
Die Kampagne selbst lief unter dem Slogan Titel Ganze Männer machen halbe-halbe, dauerte nur etwa sechs Wochen, und umfasste hauptsächlich einige TV-Spots. Sie war besonders auf die Zielgruppe junger Männer ausgerichtet, eine modernere Vorstellung der Ehegestaltung zu verfolgen.
Dies hatte einen heftigen und breiten öffentlichen Diskurs zur Folge. In allen öffentlichen Medien, seitens aller politischen und sozialpartnerschaftlichen Gruppierungen, wie auch im Privatleben wurde die Frage intensiv diskutiert. Aufsehen erregten etliche empörte Meinungsäußerungen zu Geschlechterfragen, die man so im Österreich des nahenden 21. Jahrhunderts nicht erwartet hatte. Überraschend war seinerzeit auch, dass auch Frauenverbände die Initiative ablehnten.
Die Aktion, ursprünglich von der Frauenministerin auf drei Jahre angelegt, fand Mitte Jänner 1997 mit dem Regierungswechsel Vranitzky – Klima und der Abberufung von Helga Konrad ein frühzeitiges Ende.

### Umsetzung der Gesetzesinitiative
Konrads Nachfolgerin, Barbara Prammer, verfolgte aber in anderer Herangehensweise die Gesetzesinitiative weiter, und erzielte einen sozialpartnerschaftlichen Konsens, in dem der Begriff des gemeinsamen Haushalts, an dem sich die Ehepartner zu beteiligen hätten, auch auf die wirtschaftlichen Aspekte der Haushaltsführung ausgedehnt wurde.
1999 wurde der Auftrag der partnerschaftlichen Teilung der Versorgungsarbeit in die gesetzlichen ehelichen Pflichten mitaufgenommen. Insbesondere lässt die Regelung den Ehepartnern zwar offen, ihre Ehe so zu gestalten, dass der eine das Einkommen des Haushalts erwirtschaftet, und der andere diesen gleichanteilig führt, gibt aber einem der Partner das Recht, von sich aus etwas an einer unbefriedigenden Gestaltung zu ändern.

## Heutige Gesetzeslage
Das österreichische Eherecht verlangt von den Ehepartnern prinzipiell das Führen eines gemeinsamen Haushalts, den gemeinsamen Erwerb, und die gemeinsame Obsorge um die ehelichen Kinder (§ 90 Abs. 1–3 Allgemeines Bürgerliches Gesetzbuch, ABGB).
Die in der Gesetzesinitiative geforderte Gleichanteiligkeit findet sich dann im reformierten § 91 Abs. 1 ABGB:

„Die Ehegatten sollen ihre eheliche Lebensgemeinschaft, besonders die Haushaltsführung, die Erwerbstätigkeit, die Leistung des Beistandes und die Obsorge, unter Rücksichtnahme aufeinander und auf das Wohl der Kinder mit dem Ziel voller Ausgewogenheit ihrer Beiträge einvernehmlich gestalten.“

Den Ehepartnern ist es prinzipiell freigestellt, wie sie die Aufteilung der Aufgaben in der Gestaltung ihres gemeinsamen Lebens vornehmen, der Paragraph enthielt schon früher den Auftrag an die Ehepartner, ihre Lebensgemeinschaft „einvernehmlich“ zu gestalten, hinzugefügt wurde dem die Zielvorgabe der „vollen Ausgewogenheit der Beiträge“.
Dass auch nur einer der beiden Partner sich dabei „im Sinne der gerechten Neuverteilung der Arbeitsbelastung auf dieses Gesetz berufen“ kann, gibt der Abs. 2:

„Von einer einvernehmlichen Gestaltung kann ein Ehegatte abgehen, wenn dem nicht ein wichtiges Anliegen des anderen oder der Kinder entgegensteht oder, auch wenn ein solches Anliegen vorliegt, persönliche Gründe des Ehegatten, besonders sein Wunsch nach Aufnahme einer Erwerbstätigkeit, als gewichtiger anzusehen sind. In diesen Fällen haben sich die Ehegatten um ein Einvernehmen über die Neugestaltung der ehelichen Lebensgemeinschaft zu bemühen.“

Es kann im Scheidungsfall prinzipiell zum Nachteil eines Partners als Verschulden gewertet werden, wenn er sich nicht an Haushalt, Versorgungsarbeit, Kindererziehung oder Erwerbstätigkeit beteiligt. Die konkrete Auslegung des Gesetzesinhalts liegt am Scheidungsrichter.

## Sozialpolitische Wirkung

### Geschlechterrollen im Haushalt heute
Inwieweit sich die Gesetzesforderung konkret auf den Alltag auswirkt, ist noch nicht explizit untersucht worden.
2008/09 lag die Belastung der Erwerbstätigen durch berufliche Tätigkeiten sowie Haushaltsführung, Kinderbetreuung und andere unbezahlte Arbeit bei Frauen bei rund 51 Stunden pro Woche, bei Männern bei 48 Stunden.
Die neueste statistische Untersuchung zur Zeitverwendung in Österreich 2008/09 fasst zusammen: „Der dominierende Anteil der Frauen bei der Hausarbeit zeigt, dass nach wie vor eine geschlechtsspezifische Arbeitsteilung herrscht. Im Zeitvergleich zeigt sich, dass zwar der Anteil der Männer, die sich an Hausarbeit beteiligen, zwar generell gestiegen ist, aber Frauen noch immer den Großteil der Arbeit verrichten. […] Auch füttern, kuscheln, mit dem Kind lernen, das Kind zu Hause oder am Spielplatz beaufsichtigen und zu Schul- oder Freizeitveranstaltungen begleiten, all diese Tätigkeiten werden anteilsmäßig von mehr Frauen als Männern ausgeübt. Lediglich beim Spielen mit dem Kind besteht kein so gravierender Unterschied zwischen den Geschlechtern. Hier beteiligen sich im Schnitt 13 % der Frauen und 10 % der Männer.“
Das Verhältnis der Erwerbsarbeit und unbezahlter Familienarbeit im Geschlechtervergleich, berechnet über die gesamte Wohnbevölkerung ab 18 Jahren, betrug in Österreich 2002:
|                                                        | in h   | in h   | in % an Gesamtarbeitszeit (1) | in % an Gesamtarbeitszeit (1) | in % an Gesamtarbeitszeit (1) |
|                                                        | Frauen | Männer | Frauen                        | Männer                        | gesamt                        |
| ------------------------------------------------------ | ------ | ------ | ----------------------------- | ----------------------------- | ----------------------------- |
| Unbezahlte Arbeit im Haushalt in Stunden/Woche         | 20,0   | 4,74   | 44,2                          | 13,5                          | 23,5                          |
| Unbezahlte Arbeit für Kinderbetreuung in Stunden/Woche | 8,0    | 2,5    | 17,6                          | 7,0                           | 31,3                          |
| Gesamte unbezahlte Arbeit in Stunden/Woche             | 28,0   | 7,2    | 61,8                          | 20,5                          | 25,7                          |
| Bezahlte Erwerbsarbeit in Stunden/Woche                | 17,3   | 27,9   | 38,2                          | 79,5                          | 62,0                          |
| Gesamtarbeitszeit in Stunden/Woche                     | 45,2   | 35,1   |                               |                               | 77,7                          |

Die Untersuchung zur Zeitverwendung 2008/09 gibt für erwerbstätige Personen:
|                                           | Ø Stunden pro Woche | Ø Stunden pro Woche | Ø Stunden pro Woche |
|                                           | Frauen              | Männer              | insgesamt           |
| ----------------------------------------- | ------------------- | ------------------- | ------------------- |
| Berufliche Tätigkeiten                    | 39,0                | 48,2                | 44,2                |
| Haushaltsführung                          | 21,6                | 11,4                | 15,9                |
| Kinderbetreuung und Betreuung Erwachsener | 4,5                 | 3,1                 | 3,8                 |

Nach einer Studie von 2005 (AK-Frauenbericht) wird – unter anderer Bemessungsgrundlage – festgestellt, dass die Arbeitsbelastung von berufstätigen Frauen mit Kindern und (Ehe)Partner bei 71,8 Stunden pro Woche liegt, von allein erziehenden berufstätigen Müttern bei 68,5 Stunden. Daraus zog man den Schluss, dass „männliche Partner mehr an Hausarbeit verursachen als sie diesen [den Frauen, Anm.] abnehmen“ – für den umgekehrten (seltenen) Fall alleinerziehender Väter liegen aber keine expliziten statistischen Auswertungen vor. Auch darüber, inwieweit sich der Zeitaufwand in Beruf und für Familienpflege verwendeten Freizeit bei verheirateten Personen gegenüber ledigen, bzw. der Zeit mit Kindern gegenüber der Zeit ohne Kindern im Verhältnis beider Geschlechter ansteigt, und auch zu den Verhältnissen in der Pension sind keine genaueren Analysen bekannt. Ein deutlicher nachgewiesener Gendervergleich findet sich aber wieder im Kontext der Doppelbelastung in Paarhaushalten: Nicht-erwerbstätige Väter beteiligen sich um mehr als 2 ¼ Stunden täglich kürzer an der Hausarbeit und wenden 1 ½ Stunden weniger Zeit für soziale Kontakte und die Betreuung der Kinder auf als nicht-erwerbstätige Mütter. Der Unterschied zwischen erwerbstätigen Männern und Frauen in Paarhaushalten mit Kind/ern beträgt entsprechend nur rund 2 Stunden resp. 57 Minuten.
Deutliche Unterschiede zwischen den Geschlechtern zeigen sich auch:
- in der Schichtung in Einkommen und Bildung – hier nimmt mit steigendem sozialem Status insgesamt der Zeitaufwand für Haushalt ab, für sonstige Familienpflege zu, und die Ungleichheit insgesamt ab (wie das für „bessere“ Haushalte und höheren Lebensstandard zu erwarten ist)[13]
- in der Altersverteilung – die Ungleichheit ist bei den älteren Werktätigen (40–59 Jahre) noch wesentlich stärker als bei den jungen, wobei aber der Gesamtzeitaufwand für den Haushalt mit zunehmendem Alter auch insgesamt zunimmt (inwiefern das am zunehmenden Alter selbst oder an veränderter Lebensart der älter werdenden Paare bzw. der jungen Generationen liegt, ist ungeklärt)[14]
- zwischen dem ländlichen und dem städtischen Raum – am Land ist die Ungleichverteilung noch immer wesentlich stärker ausgeprägt[8]

Insgesamt hat die Frage nach der gemeinsamen Haushaltsführung aber im letzten Jahrzehnt auch allgemein an Brisanz verloren, da in Österreich einerseits die Formen der zur Ehe alternativen Lebensformen stark zunimmt, wie Alleinerziehende, Eingetragene Partnerschaft, Patchwork-Familien ohne gemeinsamem Haushalt, wie auch der Trend der Familienernährermodelle zur Zweiverdienerfamilie (dual breadwinner family) anhält:
So betrug die tatsächliche Erwerbsquote der Frauen mit Kindern
2007 schon 66,5 % (Lissabon-Ziel),
und die Quote der von dem in der Wohnung lebenden Partner betreuten Kinder
nurmehr 48,8 % (Barcelona-Ziele).
Zum anderen gibt es durch neuere Einführungen – wie die geteilte Karenzzeit („Vaterschaftsurlaub“) und den Vaterschutzmonat („Papa-Monat“) als Frühkarenz
– und die Zunahme an Teilzeitarbeit Tendenzen, die das Verhältnis wie auch die Strenge der Rollenverteilung in Erwerbstätigkeit zu Haushaltsbeteiligung laufend weiter verschieben. Ursachen für Ungleichheit der Geschlechter müssen heute in anderen sozialen und wirtschaftlichen Faktoren gesucht werden als noch in den 1990ern, der Zeit, als die Halbe-Halbe-Kampagne lief.

### Weitergehende Folgen
Weltanschaulicher Kern-Diskussionspunkt um die Halbe-halbe-Kampagne war die in Österreich bis dato wenig aufgearbeitete Frage, inwieweit sich der Gesetzgeber in hochgradig private Angelegenheiten wie die Lebensführung einmischen dürfte. Gezeigt hat sich, dass jene sehr wohl auch eine öffentlich-politische Dimension hat.
Der diesbezügliche „Halbe-halbe“-Paragraph selbst hat – von seiner Medienwirksamkeit abgesehen – keine bedeutende konkret gesellschaftliche Auswirkung gehabt. Seither geht der Diskurs aber über Fragen der Geschlechterrollen hinaus, und es hat sich die öffentliche Meinung auch in anderen Angelegenheiten, die in den „eigenen vier Wänden“ stattfinden, gewandelt, im Besonderen, was häusliche Gewalt, und Erziehung und Obsorge der Kinder betrifft.